# Doorschijnend bladvlieskelkje
Het doorschijnend bladvlieskelkje (Ombrophila translucens) is een schimmel behorend tot de familie Gelatinodiscaceae. Het leeft saprotroof op afgevallen bladeren van eik (Quercus).

## Verspreiding
Het doorschijnend bladvlieskelkje komt in Nederland uiterst zeldzaam voor.